# 성주 도씨
성주 도씨(星州都氏)는 경상북도 성주군을 본관으로 하는 한국의 성씨이다.

## 역사
고려 창업에 공훈을 세웠던 도진(都陳)이 정승(政丞)에 올라 성산부원군(星山府院君)에 봉해지고 식읍으로 하사받은 성주(星州)에 세거하였다고 한다.
이후 세계가 실전되어 고려 명종 때 전리상서(典理尙書)를 역임한 도순(都順)을 기세조로 한다. 도순의 손자인 도유덕(都有德)이 고려 때에 명경진사로 종부판사에 봉직하고 성산군(星山君)에 봉해졌다고 한다.

## 정치가
- 도홍정(都洪正) : 5세손. 고려 공민왕 때 벽상공신(壁上功臣)으로 삼중대광보국 문하시중(三重大匡輔國門下侍中)에 오르고 칠곡부원군(漆谷府院君)에 봉해졌다.
- 도길부(都吉敷, ~ 1388년) : 도홍정의 아들. 1380년(우왕 6) 왜구가 경산부(京山府)에 침입하여왔을 때 원수가 되어 도순찰사(都巡察使)였던 이성계(李成桂)의 지휘를 받아 이를 토벌하였다. 1382년 한양천도 때, 이인임(李仁任)·임견미(林堅味)·염흥방(廉興邦) 등과 함께 왕을 호종(扈從)하였다. 권신 이인임의 인척인 까닭으로 중용되어 대언(代言)이 되었으며, 이듬해 제조정방(提調政房)이 되었다. 1384년 우왕이 총애하던 봉가이(鳳加伊)를 간통하였다는 참소로 인하여 서북면도체찰사로 좌천되었다. 1388년 벼슬이 찬성사에 이르렀다.
- 도응(都膺) : 도길부의 아들. 이성계의 죽마고우로서 고려말 찬성사(贊成事)를 지내다가 1392년 조선 건국 후 태조가 상장군(上將軍)에 임명하였으나 사퇴하여 받지 않았다. 그 뒤 충청도 홍주(洪州) 노은동(老隱洞)에 은거, 다섯 차례의 소명(召命)을 모두 거절하고 끝내 불사이군(不事二君)의 충절을 지켰다. 태조가 그의 곧은 절의(節義)를 찬탄하여 내려준 호가 청송당이다.
- 도형(都衡, 1480년 ~ 1547년) : 자는 국전(國銓), 호는 행정(杏亭). 도안(安)의 증손으로, 할아버지는 도이경(以敬)이고, 아버지는 진사 도맹녕(孟寧)이다. 1519년(중종 14) 조광조(趙光祖) 등이 사림정치를 주도하면서, 학행으로 현량과(賢良科)에 천거되어 3등으로 급제한 뒤 전적·공조좌랑·형조좌랑·호조좌랑 등을 역임하였다. 그 해 11월 기묘사화로 인하여 파직당하고 향리에 물러나 학문에 전심하였다. 1545년(명종 즉위년) 8월 인종의 유언으로 현량과의 동료들과 함께 복관되어 성균관전적에 임명되었으나, 같은 달에 을사사화가 일어나 다시 파직되었다.
- 도성유(都聖兪, 1571년 ~ 1649년) : 자는 정언(廷彦), 호는 양직(養直). 할아버지는 경상좌상좌우후 도흠조(都欽祖)이며, 아버지는 한성부윤 도원결(都元結)이다. 정구(鄭逑)·서사원(徐思遠)의 문인이다. 문장과 행실이 당대에 출중하였다. 1592년(선조 25) 임진왜란이 일어나자, 서사원을 따라 의병을 일으켜 군량을 조달하였다. 1611년(광해군 3) 5월, 정인홍(鄭仁弘)이 이언적(李彦迪)과 이황(李滉)의 문묘 종사를 반대하자 상경하여 손처눌(孫處訥) 등과 이언적·이황을 변무(辨誣)하고 그해 8월 오현(五賢)의 문묘 종사 때에 신판(神版)의 글씨를 썼다.
- 도응유(都應兪, 1574년 ~ 1639) : 자는 해보(諧甫), 호는 취애(翠崖). 1613년(광해군 5년) 생원시에 합격하였다. 최영경(崔永慶)을 구호하고 오현(五賢)의 문묘종사를 청하는 상소를 올렸다. 1611년(광해군 3) 정인홍(鄭仁弘)이 이언적(李彦迪)·이황(李滉)을 배척하자 그 잘못을 반박하였고, 박이립(朴而立) 등이 정구를 모함하자 상소하여 스승의 억울함을 해명하였다. 1624년(인조 2 )이괄(李适)의 난에 의병을 일으켰으며, 1627년 정묘호란에는 소모장(召募將)이 되어 정경세(鄭經世)를 도왔다. 주리파(主理派) 성리학을 강조하여 경험적 세계의 현실문제·사회문제보다 도덕적 원리에 대한 인식과 그 실천을 중시하였다. 대구병암서원(屛巖書院)에 봉향되었다.
- 도경유(都慶兪, 1596 ~ 1636년) : 자는 내보(來甫), 호는 낙음(洛陰). 정구(鄭逑)·서사원(徐思遠)의 문인이다. 1624년(인조 2) 사마시에 합격하고 정묘호란 때 호남으로 세자를 호종하였으며, 난이 끝난 뒤 금부도사·평양서윤 등을 역임하였다. 1636년 병자호란이 일어나자 경상도관찰사 심연(沈演)의 종사관(從事官)이 되어 쌍령전투(雙嶺戰鬪)에서 쌓아놓은 화약의 폭발사고로 패전하였다. 사후 승지로 추증되었다. 대구의 병암서원(屛巖書院)에 제향되었다. 저서로는 『낙음집(洛陰集)』 6권 2책이 있다.
- 도신수(都愼修, 1598년 ~ 1650년) : 자는 영숙(永叔), 호는 지암(止巖). 할아버지는 증 한성우윤 도원결(都元結)이고, 아버지는 무공랑(務功郞) 도여유(都汝兪)이며, 어머니는 여흥이씨로 증판결사 이우겸(李友謙)의 딸이다. 1624년(인조 2) 진사시에 합격하고, 1627년 식년문과에 을과로 급제하여 호조정랑·함흥판관·울산부사 등을 역임하였다. 달성의 용호서원(龍湖書院)에 배향되었다.
- 도신징(都愼徵, 1611년 ~ 1678년) : 자는 휴숙(休叔), 호는 죽헌(竹軒). 도신수의 동생. 성리학을 깊이 연구하였으며 예제(禮制)에 밝았다. 1674년(현종 15) 인선왕후(仁宣王后)의 상에 자의대비(慈懿大妃)가 입어야 할 상복을 둘러싸고 논란이 일어나 대공복(大功服)을 입어야 한다는 쪽으로 기울어졌다. 유생의 신분으로 소(疏)를 올려 기년설(朞年說)을 주장함으로써, 김수흥(金壽興) 등 서인 일파를 축출하게 하였다. 뒤에 남인의 천거로 1675년(숙종 1) 강릉참봉이 되고, 이어 주부를 거쳐 용궁현감(龍宮縣監)으로 나가 치적을 올림으로써 통훈대부의 품계에 올랐다.
- 도석훈(都錫壎, 1812년 ~ 1877) : 1869년(고종6년) 별시 문과에 장원급제하여 통훈대부ㆍ사헌부 감찰ㆍ사간원 정언(司諫院正言)ㆍ사헌부 장령ㆍ어모장군을 지냈다.
- 도상록(1903 ~ 1990) : 북한의 국가과학원 원사를 지냈고 북한의 핵개발을 주도한 물리학자이다.
- 도일규(都日圭, 1940년 ~ ) : 대한민국 제32대 육군참모총장을 지냈다.
- 도종이(都鍾伊, 1941년 ~ ) : 제16대 국회의원을 지냈다.
- 도종환(都鍾煥, 1954년 ~ ) : 제19·20대 국회의원을 지냈다.

## 본관
성주(星州)는 경상북도 성주군이다. 신라의 본피현이었는데, 757년에 신안현으로 개칭하여 성산군에 속하였다. 벽진군으로 고쳤고 940년(고려 태조 23) 경산부로 개칭하였다가 경종 때 광평군이 되었다. 조선 인조 때 성산현이 되었다가 1895년에 성주군으로 개칭되었다.

## 분파
- 3세 도유도(都有道) → 전서공파
  - 양직당공파(養直堂公派) - 도성유
  - 화재공파(華齋公派) - 도정유
  - 서재공파(鋤齋公派) - 도여유
  - 사정공파(司正公派) - 도명유
  - 취애공파(翠厓公派) - 도응유
  - 일암공파(逸岩公派) - 도언유
  - 낙음공파(洛陰公派) - 도경유
  - 경암공파(敬岩公派) - 도이유
  - 지재공파(智齋公派) - 도내유
  - 주부공파(主簿公派) - 도염조
  - 공신공파(功臣公派) - 도현종
  - 판관공파(判官公派) - 도흥종
  - 경재공파(景齊公派) - 도순신
  - 처사공파(處士公派) - 도윤중
  - 효자공파(孝子公派) - 도금동
  - 평리공파(評理公派) - 도세영
  - 백재공파(栢齋公派) - 도욱
  - 만호공파(萬戶公派) - 도승
  - 교리공파(校理公派) - 도하
  - 예빈경공파(禮賓卿公派) - 도언청
  - 모암공파(慕菴公派) - 도언수
  - 진사공파(進士公派) - 도천계
  - 선략공파(宣略公派) - 도덕인
  - 참의공파(參議公派) - 도이첨
  - 병은공파 - 도경효
- 3세 도유덕(都有德) → 성주파(星州派) 
  - 행정공파(杏亭公派) - 도형
  - 운재공파(雲齋公派) - 도균
  - 소위공파(昭威公派) - 도영수
  - 검교공파(檢校公派) - 도영창
  - 시승공파(侍承公派) - 도길생
  - 청송당공파(靑松堂公派) - 도응
  - 판서공파(判書公派) - 도인형
  - 한림공파(翰林公派) - 도언증

## 항렬자
| 29세    | 30세    | 31세    | 32세    | 33세    | 34세    | 35세    |
| ------- | ------- | ------- | ------- | ------- | ------- | ------- |
| ○환(煥) | 기(基)○ | ○종(鍾) | 법(法)○ | ○격(格) | 혁(爀)○ | ○숙(塾) |

## 과거 급제자
성주 도씨는 조선시대 문과 급제자 16명을 배출하였다.
고려 문과
도간(都衎)
문과
도거원(都擧元) 도석훈(都錫壎) 도신수(都愼修) 도신수(都愼修) 도신여(都愼與)
도여원(都汝垣) 도영성(都永成) 도영하(都永夏) 도인엽(都寅曄) 도중정(都重鼎)
도진삼(都鎭三) 도처형(都處亨) 도하(都夏) 도현보(都鉉輔) 도형(都衡)
도희령(都希齡)
무과
도계문(都繼文) 도계항(都啓恒) 도대하(都大夏) 도만추(都萬秋) 도맹교(都孟郊)
도명동(都命東) 도승휘(都勝輝) 도신국(都藎國) 도여국(都與國) 도원량(都元亮)
도유빈(都有豳) 도이유(都以俞) 도진웅(都振雄) 도천응(都天應) 도필국(都弼國)
생원시
도경운(都慶雲) 도경유(都慶兪) 도규환(都奎煥) 도봉기(都鳳岐) 도석기(都碩基)
도성중(都聖中) 도양필(都良弼) 도여원(都汝垣) 도영건(都永建) 도영성(都永成)
도영정(都永鼎) 도용진(都容軫) 도운규(都運珪) 도윤중(都允中) 도응유(都應兪)
도이망(都爾望) 도정국(都靖國) 도처원(都處元) 도필중(都必中) 도하(都夏)
도희윤(都熙胤)
진사시
도거원(都擧元) 도득린(都得麟) 도만리(都萬里) 도명원(都命元) 도명해(都命海)
도민중(都敏中) 도상덕(都尙德) 도석규(都錫珪) 도순룡(都舜龍) 도순유(都舜兪)
도신수(都愼修) 도신여(都愼與) 도우경(都禹璟) 도우룡(都右龍) 도응순(都應淳)
도이해(都爾諧) 도진오(都鎭五) 도집중(都執中) 도처형(都處亨) 도처화(都處華)
도하규(都夏珪) 도형로(都珩魯) 도희규(都羲珪)

## 집성촌
- 경상북도 성주군 벽진면
- 경상북도 울진군 원남면 덕신리
- 경상북도 경산시 하양읍
- 경상북도 청도군 각남면
- 경상북도 예천군 용궁면 덕계리
- 대구광역시 군위군 의흥면
- 대구광역시 달성군 다사면 서재리
- 대구광역시 달서구 용산동
- 충청남도 천안시 동남구 목천읍 석천리
- 충청남도 논산시 연산면, 벌곡면 대덕리, 상월면 한천리
- 경상남도 산청군 신안면 중촌리
- 경상남도 고성군 회화면 삼덕리

## 문화재
- 성주 도씨 종중 문서(星州都氏宗中文書) : 조선 태조 때 도응(都膺)에게 발급된 사령왕지(辭令王旨)와 녹패(祿牌). 대한민국 보물 제724호로 지정되었다.

## 인구
- 2000년 46,186명
- 2015년 54,545명